# Eurybia upis
Eurybia upis är en fjärilsart som beskrevs av Jacob Hübner 1816. Eurybia upis ingår i släktet Eurybia och familjen Riodinidae. Inga underarter finns listade i Catalogue of Life.